# Actinote anaxo
Actinote anaxo är en fjärilsart som beskrevs av Carl Heinrich Hopffer 1874. Actinote anaxo ingår i släktet Actinote och familjen praktfjärilar. Inga underarter finns listade i Catalogue of Life.